# Црвена нит
Црвена нит (енгл. A Study in Scarlet) је детективски роман из 1887. године, који је написао Артур Конан Дојл. Прича означава прво појављивање Шерлока Холмса и др Вотсона, који ће постати најпознатији детективски двојац у књижевности. Наслов књиге произилази из говора који је Холмс, детектив консултант, одржао свом пријатељу и хроничару Вотсону о природи његовог посла, у којем он описује истрагу о убиству у причи као своју „црвену нит”: „Постоји црвена нит убиства која пролази кроз безбојно клупко живота, а наша дужност је да га разоткријемо, изолујемо и разоткријемо сваки његов педаљ.”
Прича и њени главни ликови су привукли мало интересовања јавности када су први пут објављени. Познато је да сада постоји само 11 комплетних примерака часописа у којем се прича први пут појавила, Beeton's Christmas Annual за 1887. годину, и они данас имају значајну вредност. Иако је Конан Дојл написао 56 приповедака у којима се појављује Холмс, Црвена нит је један од само четири романа у оригиналном канону. Након овог романа уследио је Знак четворице, објављен 1890. године. Црвена нит је била прво дело детективске фантастике које је представило лупу као истраживачко средство.

## Радња

### Први део: Вотсонова сећања
Године 1881, доктор Џон Вотсон се враћа у Лондон након што је учествовао у Другом англо-авганистанском рату. Он тражи место за становање, а стари пријатељ му каже да Шерлок Холмс тражи некога да подели кирију за стан у Улици Бејкер 221б, али упозорава Вотсона на Холмсову ексцентричност. Холмс и Вотсон се састају и након процене један другог се усељавају. Холмс открива да је он „детектив консултант” и да су његови чести гости заправо клијенти. После демонстрације Холмсових дедуктивних вештина, Вотсонова неверица се претвара у запањеност.
Холмс прима телеграм у коме се од њега захтева консултација у случају убиства. Вотсон прати Холмса до места злочина, напуштене куће на Брикстон Роуду. Инспектори Грегсон и Лестрад су већ на лицу места. Жртва је идентификована као Инок Дребер, а документи пронађени код њега откривају да има секретара Џозефа Стејнџерсона. На једном зиду, црвеном бојом је исписано „RACHE” (немачка реч за „освету”), што Холмс одбацује као трик којим је убица покушао да превари полицију. Он закључује да је жртва умрла од отрова и даје опис убице. Када су померили Дреберово тело, открили су женски златни венчани прстен.
Холмс поставља оглас у неколико новина о прстену и купује његову реплику, надајући се да ће извући убицу – који је очигледно већ покушао да поврати прстен – из скровишта. На оглас се јавља старица која тврди да прстен припада њеној ћерки. Холмс јој даје дупликат и прати је, али она му измиче. Ово наводи Холмса да верује да је она била саучесник, или можда чак и прерушени убица.
Дан касније, Грегсон посећује Холмса и Вотсона, говорећи им да је ухапсио осумњиченог. Отишао је у пансион Мадам Шарпентијер где су Дребер и Стејнџерсон боравили пре убиства. Од ње је сазнао да је Дребер, иначе пијанац, покушао да пољуби ћерку госпође Шарпентијер, Алис, због чега их је она избацила из пансиона. Дребер се, међутим, вратио касније те ноћи и покушао да зграби Алис, што је навело њеног старијег брата да га нападне. Појурио је за Дребером са батином, али је тврдио да га је изгубио из вида. Грегсон га држи у притвору на основу ових посредних доказа.
Лестрад тада стиже и открива да је Стејнџерсон убијен. Његово тело је пронађено близу прозора његовог хотела, избодено у срце; изнад је писало „RACHE”. Једине ствари које је Стејнџерсон имао са собом биле су роман, лула, телеграм у коме је писало „Џ.Х. је у Европи” и мала кутија у којој су биле две таблете. Холмс тестира пилуле на старом и болесном шкотском теријеру у свом стану у Улици Бејкер. Прва пилула не даје очигледан ефекат, али друга убија теријера. Холмс закључује да је једна била безопасна, а друга отровна.
Управо у том тренутку у њихов стан стиже дечак по имену Вигинс. Он је вођа групе деце са улице коју Холмс запошљава да му повремено помогну. Вигинс каже да је позвао такси који је Холмс тражио. Холмс га шаље доле да доведе таксисту, тврдећи да му треба помоћ око пртљага. Када таксиста дође горе и савије се да би узео пртљаг, Холмс му ставља лисице на руке и обуздава га. Затим разоткрива заробљеног таксисту као Џеферсона Хоупа, убицу Дребера и Стејнџерсона.

### Други део: „Земља светаца”
Прича се враћа назад у долину Солт Лејк у Јути 1847. године, где Џона Феријера и девојчицу по имену Луси, једине преживеле од мале групе пионира, од смрти спасава велика група Светаца последњих дана предвођена Бригамом Јангом, али само под условом да усвоје и живе под мормонском вером. Годинама касније, сада одрасла Луси се спријатељи и заљуби у човека по имену Џеферсон Хоуп. Међутим, Јанг јој забрањује да се уда изван вере и захтева да се уда или за Џозефа Стејнџерсона или за Инока Дребера, синове чланова црквеног Већа четворице. Феријер, који је усвојио Луси и заклео се да никада неће удати своју ћерку за Мормона, одмах шаље поруку Хоупу.
Луси има месец дана да изабере између својих удварача. Хоуп коначно стиже уочи последњег дана и њих троје беже под окриљем мрака. Мормони пресрећу бегунце током Хоуповог одласка у лов, када им је нестало хране. Феријер је убијен док је Луси присилно удата за Дребера, те она умире месец дана касније од сломљеног срца. Хоуп упада у Дреберову кућу ноћ пре Лусине сахране да би пољубио њено тело и скинуо њен венчани прстен. Куне се да ће се осветити Дреберу и Стејнџерсону, али почиње да пати од анеуризме аорте, због чега напушта планине како би зарадио новац и како би се опоравио. Када се вратио неколико година касније, сазнаје да су Дребер и Стејнџерсон побегли из Солт Лејк Ситија након раскола између Мормона. Хоуп их прогања, прво их пратећи до Кливленда, а затим до Европе.
У Лондону, Хоуп постаје таксиста и на крају проналази Дребера и Стејнџерсона. Након свађе са сином госпође Шарпентијер, Дребер улази у Хоупов такси и проводи неколико сати пијући. На крају, Хоуп га води у кућу на Брикстон Роуду, где приморава Дребера да га препозна и да бира између две пилуле, од којих је једна безопасна, а друга отровна. Дребер узима отровну пилулу и док он умире, Хоуп му показује Лусин венчани прстен. Узбуђење заједно са његовом анеуризмом изазива крварење из носа; он користи крв да напише „RACHE” на зиду изнад Дребера како би збунио истражитеље. Стејнџерсон, када је сазнао за Дреберово убиство, одбија да напусти своју хотелску собу. Хоуп се пење кроз прозор и даје Стејнџерсону исти избор таблета, али Стејнџерсон га напада и скоро задави, приморавајући Хоупа да га убије ножем у срце.
Хоуп умире од анеуризме ноћ пре него што ће се појавити на суду. Холмс открива Вотсону како је закључио идентитет убице, а затим показује Вотсону новине; Лестраду и Грегсону се приписује пуна заслуга. Огорчен, Вотсон наводи да Холмс треба да документује авантуру и објави је. Након Холмсовог одбијања, Вотсон одлучује да то уради сам.

## Публикација
Конан Дојл је написао роман са 27 година за мање од три недеље. Као лекар опште праксе у Саутсију, у Хемпширу, већ је објављивао кратке приче у неколико тадашњих часописа, попут часописа London Society. Прича је првобитно носила назив Запетљана нит, а на крају ју је објавио Ward Lock & Co. у часопису Beeton's Christmas Annual 1887, након многих одбијања. Конан Дојл је тражио хонорар, али је уместо тога добио 25 фунти у замену за пуна права. Илустровао га је Дејвид Хенри Фристон.
Роман је први пут објављен као књига у јулу 1888. у издању издавача Ward Lock & Co., а садржао је цртеже ауторовог оца, Чарлса Дојла. Године 1890, J. B. Lippincott & Co. објавио је прву америчку верзију. Друго издање које је 1891. објавио Ward, Lock & Bowden Limited (раније Ward Lock & Co.) илустровао је Џорџ Хачинсон. Немачко издање романа, објављено 1902. године, илустровао је Рихард Гучмит. Од тада су се појавила бројна даља издања, преводи и драматизације.

## Приказ мормонизма
Према чланку у новинама Солт Лејк Ситија, када је Конан Дојл упитан о томе како описује свој приказ Светаца последњих дана као огрезлих у отмицама, убиствима и поробљавању, он је рекао: „Све што сам рекао о групи Данит и убиствима је историјски тачно, па то не могу да повучем, иако је вероватно да је у белетристичном делу то изречено смелије него у историјском делу. Најбоље је оставити ствар на миру”. Ћерка Конана Дојла је изјавила: „Знате, отац би био први који би признао да је његов први роман о Шерлоку Холмсу био пун грешака о мормонима.” Историчари спекулишу да би „Конан Дојл, иначе страсни читалац, имао приступ књигама Фани Стенхауз, Вилијама А. Хикмана, Вилијама Џармана, Џона Хајда и Ен Елајзе Јанг, између осталих”, у објашњавању ауторове ране перспективе о мормонизму.
Годинама након Конан Дојлове смрти, Леви Едгар Јанг, потомак Бригама Јанга и мормонски генерални ауторитет, тврдио је да се Конан Дојл приватно извинио, рекавши да је „Он [Конан Дојл] рекао да је био заведен списима из тог времена о Цркви” и „да је написао је скаредну књигу о мормонима.”
У августу 2011. Школски одбор округа Албемарл, Вирџинија, уклонио је Црвену нит са окружне листе обавезне лектире за шести разред након притужби ученика и родитеља да је књига погрдна према мормонима. Премештена је у лектиру за десети разред, а и даље је у употреби у школским медија центрима за све разреде.

## Адаптације

### Филм
Као прва објављена прича о Шерлоку Холмсу, Црвена нит је била међу првима која је прилагођена филмском платну. Године 1914. Конан Дојл је дозволио да британски неми филм продуцира Џ. Б. Самјуелсон. У филму, под називом Црвена нит, Холмса је глумио Џејмс Брагингтон, рачуновођа који је том приликом једини пут у животу радио као глумац. Ангажован је због његове сличности са Холмсом, као што је представљено у скицама које су првобитно објављене уз причу. Како су се рани неми филмови прављени филмом који је и сам био направљен од лоших материјала, а архивирање филмова је тада било ретко, овај филм је данас изгубљен. Филм је био довољно успешан да Самјуелсон продуцира филм Долина страха 1916. године.
Кратки филм, такође под називом Црвена нит, објављен је у Сједињеним Државама 1914. године, дан након што је британски филм са истим насловом објављен. У америчком филму Френсис Форд је глумио Холмса, али Дојл га није одобрио. Ово је такође изгубљени филм.
Филм из 1933. под називом Црвена нит, са Реџиналдом Овеном у улози Шерлока Холмса и Аном Меј Вонг као госпођом Пајк, нема никакве везе са заплетом са романом. Осим Холмса, Вотсона, госпође Хадсон и инспектора Лестрада, једине везе са Холмсовим каноном су неке сличности са именима ликова (Џејбез Вилсон, итд.). Радња садржи елементе запањујуће сличности са оним који су употребљени неколико година касније у роману Агате Кристи, Десет малих црнаца.

### Радио
Едит Мејзер је адаптирала Црвену нит у четвороделни серијал за радио-серију Авантуре Шерлока Холмса. Епизоде су емитоване у новембру и децембру 1931. са Ричардом Гордоном као Шерлоком Холмсом и Лијем Ловелом као др Вотсоном.
Делови приче су комбиновани са приповетком „Чарлс Огастус Милвертон” за сценарио „Др Вотсон упознаје господина Шерлока Холмса“, једне од више радио адаптација у којима су глумили Џон Гилгуд као Шерлок Холмс и Ралф Ричардсон као др Вотсон. Епизода је први пут емитована на BBC Light програму 5. октобра 1954. године, а такође је емитована на NBC радију 2. јануара 1955. године.
Мајкл Хардвик је 1962. прилагодио причу за BBC радио-серију из 1952–1969, са Карлтоном Хобсом као Шерлоком Холмсом и Норманом Шелијем као др Вотсоном. Емитована је на радију BBC Home Service.
Још једна британска радио верзија приче коју је адаптирао Хардвик емитована је 25. децембра 1974, са Робертом Пауелом као Шерлоком Холмсом и Динсдејлом Лендоном као Вотсоном. Глумачка екипа је такође укључивала Фредерика Тревса као инспектора Грегсона, Џона Холиса као инспектора Лестрада и Дона Фелоуса у улози Џеферсона Хоупа.
Радио драматизација приче емитована је путем емисије CBS Radio Mystery Theater током 1977, са Кевином Макартијем као Холмсом и Кортом Бенсоном као Вотсоном.
Црвена нит је адаптирана као прве две епизоде BBC-јеве комплетне радио-серије о Шерлоку Холмсу из 1989–1998. године. Адаптација из два дела емитована је на Радију 4 1989. године, коју је драматизовао Берт Кулс, а у главним улогама су се нашли Клајв Мерисон као Холмс, Мајкл Вилијамс као Вотсон, Доналд Џи као инспектор Лестрад и Џон Мофат као инспектор Грегсон.
Роман је адаптиран као епизода америчке радио-серије Класичне авантуре Шерлока Холмса из 2007. са Џоном Патриком Лоуријем као Холмсом, Лоренсом Албертом као Вотсоном, Риком Мејем као Лестрадом и Џоном Марејом као Грегсоном.

### Телевизија
Телевизијска серија из 1954–1955. (са Роналдом Хауардом као Холмсом и Х. Мерионом Крафордом као Вотсоном) користила је само први део књиге као основу за епизоду „Случај Канингемовог наслеђа”.
Књига је адаптирана у епизоду емитовану 23. септембра 1968. у другој сезони BBC-јеве телевизијске серије Шерлок Холмс са Питером Кушингом у насловној улози, уз Најџела Стока у улози др Вотсона.
Роман је адаптиран као друга епизода совјетског телевизијског филма из 1979. Шерлок Холмс и др Вотсон (прва епизода комбинује причу о њиховом сусрету са „Шареном траком”; друга епизода адаптира стварни случај Џеферсона Хоупа).
Анимирани телевизијски филм из 1983. године, заснован на овом роману, продуцирао је Burbank Films Australia, а Питер О’Тул је позајмио глас Холмсу. И у телевизијској адаптацији из 1968. са Питером Кушингом и у анимираној верзији из 1983. са Питером О’Тулом, прича је промењена тако да се Холмс и Вотсон већ познају и већ неко време живе у Улици Бејкер 221б.
Црвена нит је једна од прича које недостају у телевизијској серији са Џеремијем Бретом у главној улози.
Стивен Мофат је лабаво адаптирао Црвену нит у „Ружичасту нит”, прву епизоду телевизијске серије Шерлок из 2010. у којој је Бенедикт Камбербач тумачио Шерлока Холмса из 21. века, а Мартин Фриман је глумио др Вотсон. Адаптација задржава многе појединачне елементе из приче, као што су нажврљотина „RACHE” и две пилуле, kao и потенцијално фатална анеуризма убице (иако се налази у његовом мозгу, а не у аорти). Међутим, цела позадина смештена у Америци је изостављена, а мотивација убице је потпуно другачија. Такође приказује Моријартијево присуство. Уз то, сусрет Холмса и Вотсона адаптиран је у викторијанско окружење у специјалу „Одвратна млада”.
„Дедукциониста”, епизода серије Елементарно, садржи многе елементе Хоуповог случаја, укључујући мотивацију освете. Прича је ближе прилагођена у епизоди 4. сезоне, „Студија у Шарлоту”.
„Прва авантура”, прва епизода луткарске серије Шерлок Холмс из 2014, лабаво је заснована на Црвеној нити и приповеци „Шест Наполеона”. У њој, Холмс, Вотсон и Лестрад су ученици измишљеног интерната под називом Битон школа. Сазнају да се ученик по имену Џеферсон Хоуп осветио Иноку Дреберу и Џозефу Стејнџерсону након што су му украли сат. „Црвена прича”, уводна тема серије, названа је по роману, а назив „Битон школа” је делимично инспирисан часописом Beeton's Christmas Annual.

### Остали медији
Црвену нит је илустровао Симор Московиц за стрипове Classics Illustrated 1953. године. Такође је прилагођена форми графичког романа од стране издавача Innovation Publishing 1969. (адаптирао Џејмс Стенструм и илустровао Ноли Паналиган), од стране издавача Sterling Publishing 2010. (адаптирао Ијан Еџинтон и илустровао Ај Ен Џеј Калбард), као и издавача Hakon Holm Publishing 2013. (илустровао Нис Јесен).
Године 2014, Црвена нит је поново адаптиран за сцену од стране Грега Фримана, Лајле Велан и Анабел Браун за Tacit Theatre. Продукција је премијерно приказана у Саутворк Плејхаусу у Лондону у марту 2014. године.
У фебруару 2019. године у DM Performance Works у фабрици у Нирнбергу, Пенсилванија, представљена је нова адаптација Црвене нити. Адаптирао ју је Бил Амос под насловом „Шерлок Холмс и гримизни осветник”.

## Алузије у другим делима
У својој књизи Naked Is the Best Disguise (1974), Самјуел Розенберг примећује сличност између праћења Инока Дребера од стране Џеферсона Хоупа и секвенце у роману Уликс Џејмса Џојса, иако је Џојсово дело, наравно, почело да се штампа тек 1918. године. Неколико других асоцијација између Конана Дојла и Џојса такође се наводе у Розенберговој књизи.
Британски писац фантастике и стрипова Нил Гејман прилагодио је ову причу универзуму Ктулу митова хорор писца Х. Ф. Лавкрафта. Његова кратка прича носи назив „Смарагдна нит” (2004) и моделована је паралелном структуром.
У „Мистерији гаражне продаје: Романска убиства” (2016), друго убиство је имитација овог убиства.